# Myiornis atricapillus
Myiornis atricapillus е вид птица от семейство Tyrannidae.

## Разпространение
Видът е разпространен в Еквадор, Колумбия, Коста Рика и Панама.